# Marin Šego
Marin Šego, född 2 augusti 1985, är en kroatisk handbollsmålvakt som spelar för tyska Frisch Auf Göppingen och det kroatiska landslaget.
2016 vann han Champions League med Vive Kielce.